# Imperio persa

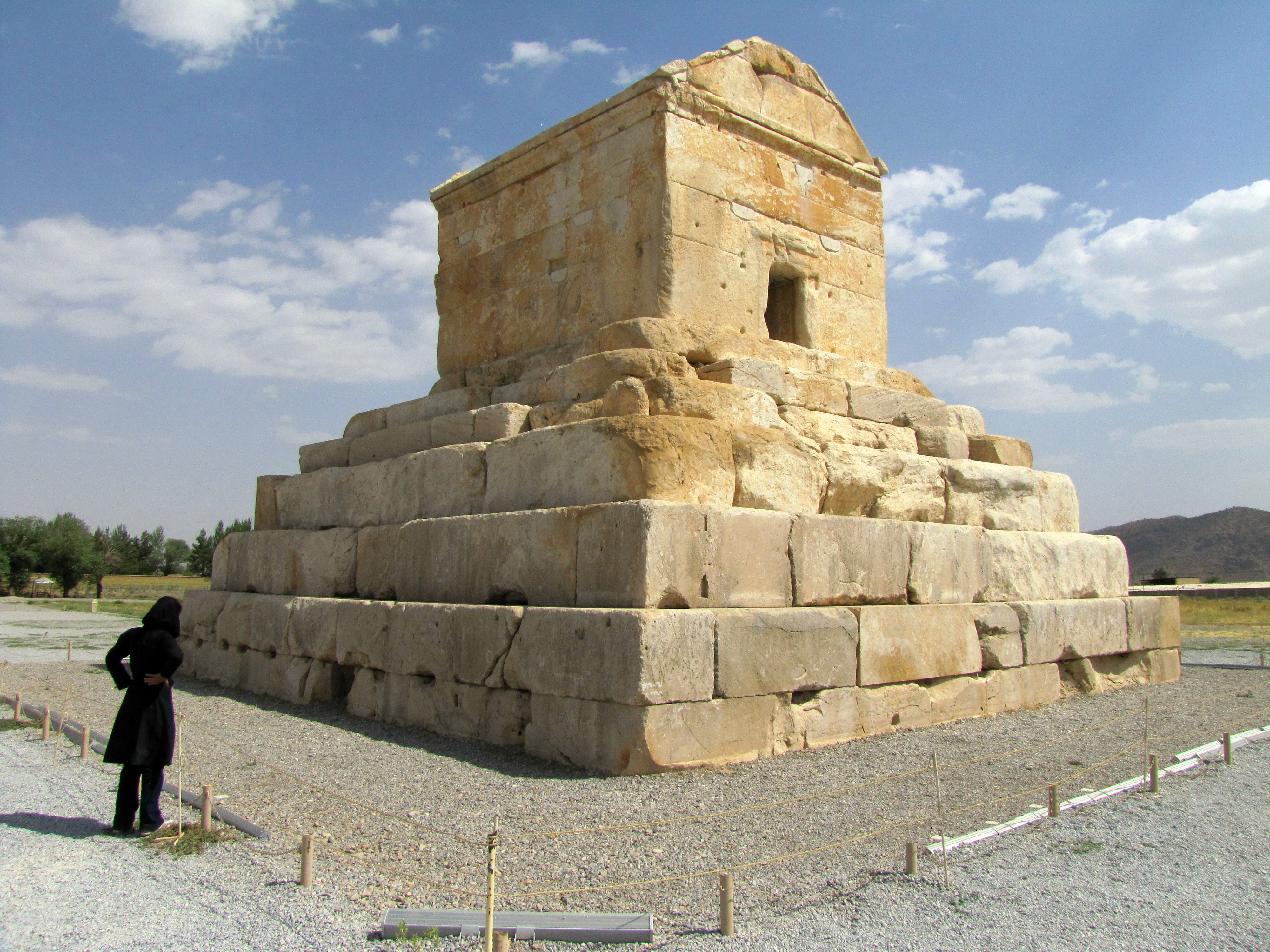
Tumba de Ciro el Grande, fundador del Imperio aqueménida (el primer Imperio persa) en el

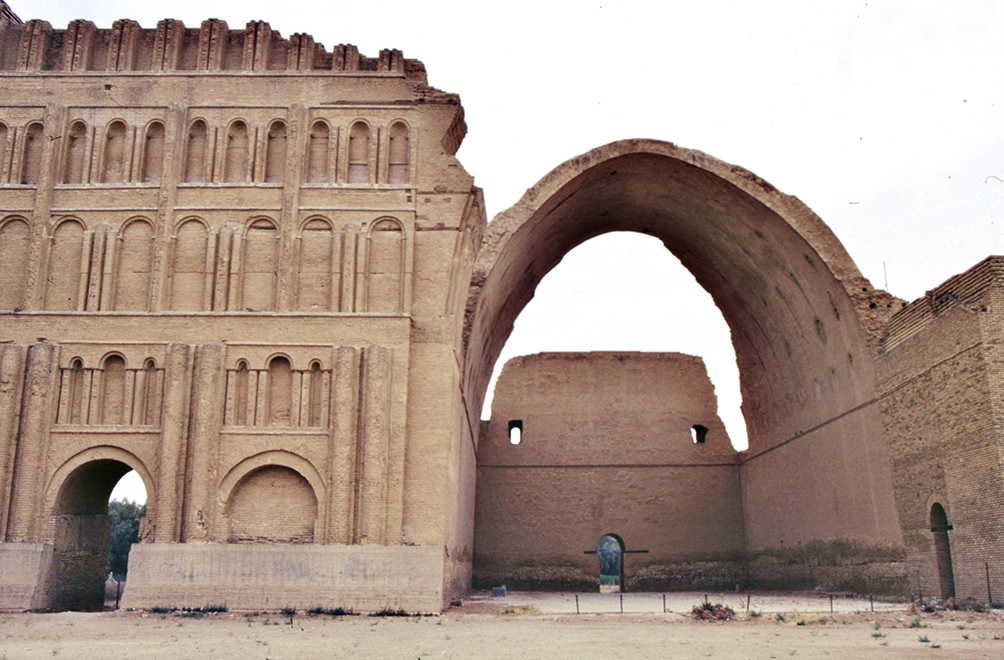
Taq-i Kisra (Iwán de Cosroes I), símbolo del Imperio sasánida,

El Imperio persa (en persa: شاهنشاهی ایران‎, romanizado: Šâhanšâhiye Irân, lit. 'Irán imperial') se refiere a cualquiera de una serie de dinastías imperiales que se centraron en la región de Persia (Irán) desde el siglo VI a. C., durante el reinado de Ciro el Grande del Imperio aqueménida, hasta el siglo XX d. C. con la dinastía Pahlavi. En 1979, después de la revolución iraní, la monarquía iraní fue reemplazada por la República Islámica.

## Aqueménidas
La primera dinastía del Imperio persa fue creada por los aqueménidas, establecida por Ciro II el Grande en el año 550 a. C. con la conquista de los imperios medo, lidio y babilónico. Cubrió gran parte del mundo antiguo hasta que fue conquistado por los macedonios, liderados por Alejandro Magno. Persépolis es el sitio histórico más famoso relacionado con el Imperio persa en la era aqueménida y fue declarado Patrimonio de la Humanidad por la UNESCO en 1979.

## Sasánidas
Entre los años 247 a. C. y 224 d. C., Persia fue gobernada por el Imperio parto, que suplantó al Imperio seléucida helenístico. Los partos, originarios del norte iranio, fueron derrocados por una revuelta persa que llevó al establecimiento del Imperio sasánida, que gobernó hasta mediados del siglo VII. Su influencia cultural se extendió mucho más allá de los territorios fronterizos de ambos imperios, llegando hasta la Europa occidental, África, China e India, y jugó un papel fundamental en la formación del arte medieval europeo y asiático.
El Imperio persa en la era sasánida fue interrumpido por la conquista musulmana de Persia en el 651, estableciendo el califato islámico en la región, y más tarde por la invasión mongola. La religión principal de la antigua Persia era el zoroastrismo, pero después del siglo VII fue reemplazado lentamente por el islam, que alcanzó la mayoría en el siglo X.

## Estructura de la sociedad y gobernabilidad persa

### La política persa de tolerancia, y su bienvenida como libertadores
A medida que los persas iban incorporando a su imperio nuevas zonas, mostraban políticas muy tolerantes. Los gobiernos contaban con miembros de las élites locales, los impuestos generalmente eran menores, los persas tenían una gran tolerancia religiosa, e incluso liberaron a muchos pueblos sometidos, como por ejemplo los hebreos que se hallaban deportados en Babilonia. En muchas zonas donde antes estaban en anarquía, los persas también fueron bienvenidos como los restauradores de las leyes. Las zonas que se caracterizaron por el apoyo a los persas fueron sobre todo Palestina, ya que los hebreos estaban felices de contar con un gobierno que respetara y apoyara su religión, y también la zona de Siria, especialmente las ciudades fenicias, que además de ser respetadas por los persas, estos les proporcionaron nuevos mercados por tierra y apoyaron su desarrollo naval. También las zonas de Asia Central se mostraron adeptas al gobierno persa ya que cuando el imperio se desmoronó esas zonas continuaron la resistencia contra Alejandro Magno por varios años.

### Características de la administración persa
El sistema de gobierno era una monarquía absoluta hereditaria donde el rey era considerado la forma antropomórfica de dios en la tierra. El rey debía ser el mejor guerrero, como también el mejor cazador. Disponía de un ejército personal: los "Inmortales".
Los gobiernos persa se caracterizaron por su despotismo militar; la autoridad del emperador era absoluta, estaba defendido y sostenido por los Inmortales.
El gobierno persa trajo muchas novedades en materia política y económica para la época; entre ellos:
- Tolerancia religiosa y de las costumbres locales.
- Mantenimiento de estructuras administrativas locales.
- División del territorio en Satrapías que eran auditadas todos los años siendo castigado el Sátrapa si la población no estaba contenta con su gestión.
- Sustracción impositivo del comercio y baja general de todos los impuestos.
- Simplificación del comercio mediante construcción de caminos y canales navegables además de la unificación territorial que hacía menos peligrosos los viajes.
- Creación de reservas de moneda en distintos puntos del imperio, y difusión del crédito.
- Creación de guarniciones repartidas por el imperio que respondían tan solo a la autoridad real.
- Creación de un sistema unificado de pesos y medidas.
- La administración local se focalizaba en la manutención de los caminos y obras públicas, el combate a la delincuencia y la productividad de la agricultura.

Todas estas medidas produjeron un auge en el comercio a lo largo del imperio incentivando de gran manera el desarrollo económico lo que logró poner del lado persa algunas zonas que originalmente los rechazaban y eran revoltosas como, por ejemplo, las ciudades jonias.
Con respecto al sistema de administración de las provincias, llamadas satrapías, estas se componían de tres funcionarios: un general, un secretario y el jefe de provincia.
Cada uno desempeñaba un papel para que no hubiera corrupción en sus colonias. Además un Inspector Real solía pasar cada determinado período de tiempo para verificar que todo estuviera en orden dentro de la provincia, y luego informaba al rey sobre el asunto.

### El ejército persa
El ejército persa se caracterizaba por dos cosas: destreza y puntería. El ejército persa se componía de soldados entrenados para la batalla llamados los "Inmortales". Era un ejército de 10 000 hombres; se les decía así porque cada vez que caía uno era repuesto por otro de la reserva; y los arqueros a caballo, eran una especialidad de los persas que requería una coordinación y habilidad excepcional, que combinaba la arquería con la caballería. Era heterogéneo. La guardia del rey eran “Los Diez Mil Inmortales”. Había batallones de lanceros, arqueros y caballería, así como mercenarios.

En la educación de los hijos, que dura desde los cinco hasta los veinte años, solamente les enseñan tres cosas: montar a caballo, disparar el arco y decir la verdad.
Heródoto, CXXXVI.

La organización de las provincias permitía el rápido y eficaz reclutamiento de tropas.

### Zonas hostiles a los persas
Las zonas que más rechazaron a los persas fueron Jonia, Egipto, Mesopotamia y Media.  
Los jonios tenían una idiosincrasia distinta, basados en el modelo de ciudad estado griego, en los primeros años se sublevaron constantemente contra los persas pero luego con el auge económico se transformaron en súbditos leales del imperio. 
En Media también los persas sufrieron revueltas, ante el recelo medo de haberse convertido de amos en siervos, pero la política persa de tolerancia rindió sus frutos, quedando apaciguados los ánimos. 
En Babilonia la población recordaba los viejos tiempos de gloria y por ello la ciudad se sublevó. Esta ciudad era el núcleo agrícola e industrial del imperio y ante la sublevación la represión fue tan brutal que nunca más Babilonia se alzó. 
En Egipto las causas del alzamiento son similares, además de contar con el apoyo de los griegos. Egipto se sublevó en reiteradas oportunidades siendo en todas luego de un tiempo reconquistado por los persas.

### La debilidad del Imperio persa
El principal punto débil del Imperio persa era su organización militar. A pesar de contar con un ejército y una flota incomparable en números, su organización y tácticas eran débiles. El ejército estaba compuesto por un núcleo de élite que era la guardia personal del emperador, también llamados los Inmortales, y luego a estos se sumaban elementos de todos los pueblos dominados; no existían unidades estándar sino que era un ejército muy heterogéneo. Este ejército casi carecía de tácticas para combatir en formaciones. Esto contrastaba con los ejércitos griegos que eran en muchos casos muy disciplinados y experimentados y además tenían tácticas de combate y equipos muy superiores a los persas. De esta manera un pequeño número de griegos podía mantener a raya a los persas, cómo se demostró en la batalla de las termópilas, con solo 300 soldados (Espartanos) podían derrotar a numerosos persas por su estrategia militar, cosa que los persas no tenían, además de tener un falange débil. solo los Inmortales (guardia personal de los reyes persas) tenían una táctica mejor que los soldados comunes. Obtén más información sobre la guerras médicas.

## Cultura persa
De la misma forma que en la agricultura y el comercio, el Imperio persa jugó un rol preponderante en el desarrollo material de su civilización. Existía el concepto de arte imperial, situación que implicaba que las manifestaciones artísticas debían reflejar las creencias e intereses de las autoridades imperiales y crearon la tintura
El arte imperial persa se caracterizaba por ser una mezcla de las diversas manifestaciones culturales que poseían los habitantes del territorio que se despliega a los pies de los Montes Zagros. En el arte imperial estaban representadas las creencias y tradiciones locales de los pueblos sometidos al dominio persa; sin embargo, todas las obras imperiales coincidían en mostrar una cosmovisión de la vida según las indicaciones del imperio.
Debido al carácter expansivo que adquirió Persia con la subida al trono de Ciro II y sus sucesores, la cosmovisión persa estaba compuesta, además, por elementos provenientes de Egipto, Babilonia, Grecia y el resto de sus conquistas territoriales.
Una de las mayores muestras del desarrollo material persa, es la ciudad de Persépolis. Sus creadores fueron los emperadores Darío y su heredero Jerjes, quienes la convirtieron en la capital del imperio; no obstante, la ciudad siguió creciendo durante dos siglos más hasta que fue destruida por Alejandro Magno.
Persépolis se ubicaba en la zona central del territorio persa y en ella estaba ubicado el centro neurálgico del emperador y, además, la ciudad estaba protegida por una enorme fortaleza.
Como conclusión podemos agregar que uno de los mayores logros del imperio levantado por Ciro II fue su capacidad para mantener cohesionados a una gran variedad de etnias que habitaban Persia, mediante la inclusión de las tradiciones locales en la cultura imperial. Este elemento fue el principal factor de la unidad imperial y permitió a los persas desarrollar el poderío suficiente para expandir enormemente las fronteras de su territorio.

### La religión persa
La religión persa provino de las predicaciones del profeta Zarathustra, fundador del mazdeísmo o como este llamaba a su religión Daena Vanguji, que se piensa predicó en el siglo VI antes de Cristo, parte en Asia Central y parte en Irán, adoptando los persas su religión. El libro sagrado de esta religión era el Avesta y su punto principal era la existencia de dos espíritus principales; uno llamado Ahura Mazda, que era la representación del bien y otro llamado Angra Mainyu, que era la representación del mal. La religión persa también incluía conceptos novedosos como el juicio final en el cual el espíritu de los muertos era juzgado sobre la base de sus acciones en la vida y eso definiría su futuro en su nueva vida después de la muerte.
Esta religión todavía existe en Irán y es una de las religiones oficialmente permitidas, aunque la religión mayoritaria es el islam. También hay seguidores de Zarathustra en India y otros países, llamados parsis, la base de esta religión es: "pensar bien, hablar bien, hacer bien".

## Modernidad
El Imperio safávida, establecido por Ismail I, fue el primer Imperio persa establecido después de la conquista árabe de Persia. Desde su base en Ardebil, los persas safávidas establecieron el control sobre partes de la Gran Persia/Irán y afianzaron la identidad persa de la región; fueron la primera dinastía persa nativa desde los tiempos del Imperio sasánida en establecer un Estado persa unificado. La literatura, el arte y la arquitectura florecieron en la era safávida una vez más, y se la cita a menudo como el "renacimiento del Imperio persa". Los safávidas también implantaron el islam chiita como religión oficial en el imperio, frente al islam sunita del vecino Imperio otomano.
La monarquía —salvo por un interregno entre 1748 y 1794— continuó ininterrumpidamente hasta su abolición el 11 de febrero de 1979 como resultado de la Revolución iraní.

## Lista de dinastías del Imperio persa
- Dinastía aqueménida (550 a. C.-330 a. C.)
- Dinastía parta (247 a. C.-224 d.  C.)
- Dinastía sasánida (224-651)
- Dinastía samánidas (819-999)
- Dinastía saffarí (861-1003)
- Dinastía safávida (1501-1736)
- Dinastía afsárida (1736-1747)
- Dinastía zand (1750-1779)
- Dinastía kayar (1789-1925)
- Dinastía pahlavi (1925-1979)

Extensión del primer Imperio persa, el Imperio aqueménida
Extensión del Imperio sasánida en 621
La extensión máxima del Imperio safávida bajo Shah Abbas I
Extensión del Imperio afsárida bajo Nader Shah